# Борг, Стив
Стив Борг (мальт. Steve Borg; 15 мая 1988, Моста, Мальта) — мальтийский футболист, защитник клуба «Хамрун Спартанс» и сборной Мальты.

## Биография

### Клубная карьера
Родился в 1988 году в городе Моста. Профессиональную карьеру начал в сезоне 2005/06 в одноимённом клубе, за который сыграл 13 матчей в чемпионате Мальты, однако по итогам сезона «Моста» вылетела во второй дивизион, где выступала следующие несколько лет. Летом 2009 года Борг подписал контракт с клубом «Валлетта» и в первый же сезон в новом клубе стал обладателем Кубка Мальты, а в дальнейшем неоднократно выигрывал чемпионат и Суперкубок страны, являясь при этом основным игроком команды. 
Сезон 2015/16 Борг отыграл на Кипре, где в составе местного клуба «Арис» (Лимасол) провёл 33 матча и забил 1 гол в высшей лиге, но летом 2016 года он вернулся в «Валлетту».

### Карьера в сборной
Был игроком юношеской и молодёжной сборной Мальты. За основную сборную дебютировал 7 октября 2011 года, отыграв весь матч против сборной Латвии в рамках отборочного турнира чемпионата Европы 2012. В 2018 году принял участие в 5 (из 6 возможных) матчах Лиги наций УЕФА. Однако по итогам турнира Мальта заняла последнее место в своей группе.
23 марта 2019 года Борг забил свой первый гол за сборную Мальты, реализовав пенальти в матче против Фарерских островов (2:1). Мяч оказался победным.

## Достижения
«Валлетта»
- Чемпион Мальты (5): 2010/11, 2011/12, 2013/14, 2017/18, 2018/19
- Обладатель Кубка Мальты (3): 2009/10, 2013/14, 2017/18
- Обладатель Суперкубка Мальты (5): 2010, 2011, 2012, 2016, 2018